# 아이 원티드 윙스
아이 원티드 윙스(I Wanted Wings)는 미국에서 제작된 밋첼 레이슨 감독의 1941년 드라마 영화이다. 레이 밀렌드 등이 주연으로 출연하였고 아서 혼블로우 주니어 등이 제작에 참여하였다.

## 출연

### 주연
- 레이 밀렌드
- 윌리엄 홀든

### 조연
- 웨인 모리스
- 브라이언 돈레비
- 콘스탄스 무어
- 베로니카 레이크
- 해리 대번포트
- 필 브라운
- 에드워드 필딩
- 윌라드 로버트슨
- 리처드 레인
- 아디슨 리처즈
- 호버트 캐버너
- 더글러스 에이리스워스
- 아치 트위첼
- 리처드 웹
- 존 하이스탠드
- 워렌 애쉬
- 로드 캐머런
- 레인 챈들러
- 잭 채핀
- 러스 클락
- 레스터 도어
- 찰스 드레이크
- 짐 페얼리
- 아서 가드너
- 앨런 헤일 주니어
- 헤다 호퍼
- 찰스 안소니 휴즈
- 글래든 제임스
- 잭 러든
- 레니 맥이보이
- 제임스 밀리칸
- 프랭크 오코너
- 에드워드 페일 시니어
- 톰 퀸
- 허버트 로린슨
- 잭 쉐어
- 리 슘웨이
- 크레이그 스티븐스
- 존 실베스터
- 필립 테리
- 조지 터너
- 찰스 월드론
- 할런 워드

## 제작진
- 원작자: 비른 레이 주니어